# موتور حاجی محمد زردکوهی
موتور حاجی محمد زردکوهی یک منطقهٔ مسکونی در ایران است که در دهستان حومه (ایرانشهر) واقع شده‌است. موتور حاجی محمد زردکوهی ۳۷ نفر جمعیت دارد.